# Kutnerka brązoworóżowa
Kutnerka brązoworóżowa (Tomentella punicea (Alb. & Schwein.) J. Schröt.) – gatunek grzybów z rodziny chropiatkowatych (Thelephoraceae).

## Systematyka i nazewnictwo
Pozycja w klasyfikacji według Index Fungorum: Tomentella, Thelephoraceae, Thelephorales, Incertae sedis, Agaricomycetes, Agaricomycotina, Basidiomycota, Fungi.
Po raz pierwszy opisali go w 1815 r. Johannes Baptista von Albertini i Lewis David von Schweinitz nadając mu nazwę Thelephora punicea. Obecną, uznaną przez Index Fungorum nazwę nadał mu w 1888 r. Joseph Schröter.
Ma 14 synonimów. Niektóre z nich:
- Tomentella granulosa (Peck) Bourdot & Galzin 1924
- Tomentella subrubiginosa Litsch.1939[2].

Nazwę polską zaproponował Władysław Wojewoda w 2003 r.

## Morfologia
Owocnik
Rozpostarty, o średnicy 5–15 (50) cm, pajęczynowaty, siateczkowaty, wełnisty. Powierzchnia żółtobrązowa, rdzawobrązowa, na brzegach ciemnobrązowa, młody zwykle z czerwonobrązowymi kroplami.
Cechy mikroskopowe
Strzępki o średnicy 2–4 µm, grubościenne (ściana komórkowa o grubości ok. 0,5–2 µm). Zarodniki rdzawobrązowe 5,5–7,5 × 3,5–5 µm, nieamyloidalne. Podstawki 35–60 × 5,5–7,5 µm.
Gatunki podobne
Jest wiele gatunków rodzaju kutnerka, możliwych do odróżnienia tylko badaniami mikroskopowymi.

## Występowanie
Kutenerka brązoworóżowa występuje w Ameryce Północnej, Europie, Azji, Australii, w Japonii i na Nowej Zelandii. W Polsce W. Wojewoda w 2003 r. przytacza tylko dwa stanowiska i to dawne (1900 i 1901 r.), podane przez Bogumira Eichlera w Międzyrzecu Podlaskim. Według W. Wojewody rozprzestrzenienie tego gatunku w Polsce i stopień jego zagrożenia nie są znane.
Grzyb nadrzewny, saprotrof. Na stanowiskach podanych w Polsce występował na martwych pniach i gałęziach olchy. Według źródeł zagranicznych występuje na pozbawionym kory, spróchniałym drewnie liściastym lub iglastym.